# Фибула (брош)
Запон или Фибула (лат. fibula — „причврстити”) је брош или чиода која се може причврстити за одјећу.
Фибуле су древни облик броша, такође и у својству накита. То су својеврсне копче или споне у виду привеска са иглом, које су се користиле за запињање и везивање одеће. Изгледом и техничким решењем скоро су идентичне модерним сигурносним иглама – „зихернадлама”.
Биле су у употреби од најраније историје и постоје у мноштву изведби и облика, у зависности од историјског раздобља: постоје келтске, дачанске, сарматске, римске, готске итд. Од средњег века заменила их је дугмад, али њихов наследник, зихерица користи се и данас.